# Линд, Кэролайн
Кэролайн Линд (англ. Caroline Lind; род. 11 октября 1982, Гринсборо, Северная Каролина) — американская гребчиха, выступавшая за сборную США по академической гребле в период 2005—2014 годов. Двукратная олимпийская чемпионка, шестикратная чемпионка мира, победительница многих регат национального и международного значения.

## Биография
Кэролайн Линд родилась 11 октября 1982 года в городе Гринсборо, штат Северная Каролина. Заниматься академической греблей начала в 2000 году во время учёбы в Академии Филлипса, затем поступила в Принстонский университет — состояла в университетском гребном клубе «Принстон Тайгерс», неоднократно принимала участие в различных студенческих соревнованиях. Позже проходила подготовку в Гребном тренировочном центре Соединённых Штатов в Принстоне.
Впервые заявила о себе в гребле уже в 2000 году — выступила на юниорском мировом первенстве в Загребе, где заняла четвёртое место в программе распашных рулевых восьмёрок.
Первого серьёзного успеха на взрослом международном уровне добилась в сезоне 2005 года, когда вошла в основной состав американской национальной сборной и побывала на этапе Кубка мира в Мюнхене, откуда привезла награду бронзового достоинства, выигранную в восьмёрках. При этом на мировом первенстве в Гифу попасть в число призёров не смогла, заняла четвёртое место в рулевых восьмёрках и шестое место в безрульных двойках.
В 2006 году в восьмёрках была лучшей на чемпионате мира в Итоне.
В 2007 году в той же дисциплине одержала победу на этапе Кубка мира в Люцерне и на мировом первенстве в Мюнхене.
Благодаря череде удачных выступлений удостоилась права защищать честь страны на летних Олимпийских играх 2008 года в Пекине. Вместе с командой, куда также вошли гребчихи Элеанор Логан, Линдсей Шуп, Анна Гудейл, Анна Камминс, Сьюзан Франсия, Эрин Кафаро, Кэрин Дэвис и рулевая Мэри Уиппл, одержала победу в восьмёрках, превзойдя шедшие рядом лодки из Нидерландов и Румынии почти на две секунды — тем самым завоевала золотую олимпийскую медаль.
После пекинской Олимпиады Линд осталась в составе гребной команды США на ещё один олимпийский цикл и продолжила принимать участие в крупнейших международных регатах. Так, в 2009 году на чемпионате мира в Познани она вновь заняла первое место в восьмёрках.
В 2011 году в восьмёрках победила на мировом первенстве в Бледе.
Находясь в числе лидеров американской национальной сборной, благополучно прошла отбор на Олимпийские игры 2012 года в Лондоне. В восьмёрках совместно с Элеанор Логан, Сьюзан Франсия, Эстер Лофгрен, Тейлор Ритцель, Меган Мусницки, Эрин Кафаро, Кэрин Дэвис и рулевой Мэри Уиппл заняла первое место в финале, обогнав ближайших преследовательниц из Канады более чем на секунду, и добавила в послужной список ещё одну золотую олимпийскую медаль.
В 2013 году в восьмёрках отметилась победами на этапе Кубка мира в Люцерне и на чемпионате мира в Чхунджу.
В 2014 году в зачёте восьмёрок победила на этапе Кубка мира в Эгбелете и на мировом первенстве в Амстердаме, став таким образом шестикратной чемпионкой мира по академической гребле. По итогам данного сезона заняла первое место среди женщин в мировом рейтинге Международного олимпийского комитета и на этом приняла решение завершить спортивную карьеру.